# Ctenomys andersoni
Espèce
Ctenomys andersoni est une espèce de rongeur de la famille des Ctenomyidae. Comme les autres membres du genre Ctenomys, appelés localement des tuco-tucos, c'est un petit mammifère d'Amérique du Sud bâti pour creuser des terriers. 
L'espèce a été identifiée en Bolivie pour la première fois en 2014 par l'équipe de Scott Gardner (d).

## Description
L'holotype de Ctenomys andersoni, un mâle adulte, mesure 271 mm dont 73 mm pour la queue.

## Étymologie
Son nom spécifique, andersoni, lui a été donné en l'honneur de Sydney Anderson (d), conservateur au département de Mammalogie au Musée américain d'histoire naturelle.

## Publication originale
- (en) Scott L Gardner, Jorge Salazar-Bravo et Joseph A Cook, « New Species of Ctenomys Blainville 1826 (Rodentia: Ctenomyidae) from the Lowlands and Central Valleys of Bolivia », Special Publications - Museum of Texas Tech University, Lubbock, Inconnu, vol. 62, no 62,‎ 2014, p. 1-34 (ISBN 1-929330-26-X, ISSN 0149-1768, OCLC 1521585, DOI 10.5962/BHL.TITLE.142814, lire en ligne).